# Jacques Thibaud
Jacques Thibaud (n. 27 septembrie 1880, Bordeaux — d. 1 septembrie 1953, Mt. Cemet, în Alpii francezi) a fost un mare violonist francez.
Thibaud s-a născut în Bordeaux și a studiat vioara cu tatăl său înainte de a intra la Conservatorul din Paris la vârsta de 13 ani. A fost rănit în timpul luptelor din primul rărboi mondial, nevoit fiind apoi să-și readapteze tehnica violonistică. În 1943 a înființat împreună cu Marguerite Long "Concursul Internațional Marguerite Long - Jacques Thibaud", concurs pentru vioară și pian.
Pe lângă activitatea solistică, Thibaud a fost un foarte cunoscut interpret de muzică de cameră, în special ca și component al unui trio cu pian alături de pianistul Alfred Cortot și violoncelistul Pablo Casals. A susținut turnee de concerte împreuna cu pianiștii Yves Nat și George Enescu. A fost prieten bun cu Eugène Ysaÿe care i-a dedicat a doua sonată pentru vioară.
A murit în 1953 când avionul cu care călătorea s-a prăbușit în Alpii francezi, accident fără supraviețuitori. Al său Stradivarius 1720 a dispărut odată cu el.